# Pietra Simona
Il termine Pietra Simona è stato introdotto nel 1855 da Giulio Curioni e ripreso successivamente da altri autori senza un
significato stratigrafico preciso. Con esso è uso indicare una pietra ornamentale da costruzione utilizzata in Val Camonica già dal XIV secolo.
Il nome di "Simona" deriva dalla località Simoni di Gorzone, da dove si estraeva.

## Caratteristiche
La pietra Simona è costituita da arenarie fini e siltiti micacee, e possiede una composizione di quarzo (15-40%), feldspati (20-50%), miche (15% circa) e vulcaniti (5%).
Possiede un colore rosso-violaceo ed è caratterizzata da una intensa bioturbazione originata da organismi limivori a corpo molle della lunghezza tra pochi e 10–15 cm, con un diametro tra 0,5 e 1 cm.
La sua distribuzione si colloca tra la Val Camonica e le Valli Giudicarie, in relazione al conglomerato del Dosso dei Galli.

## Impiego

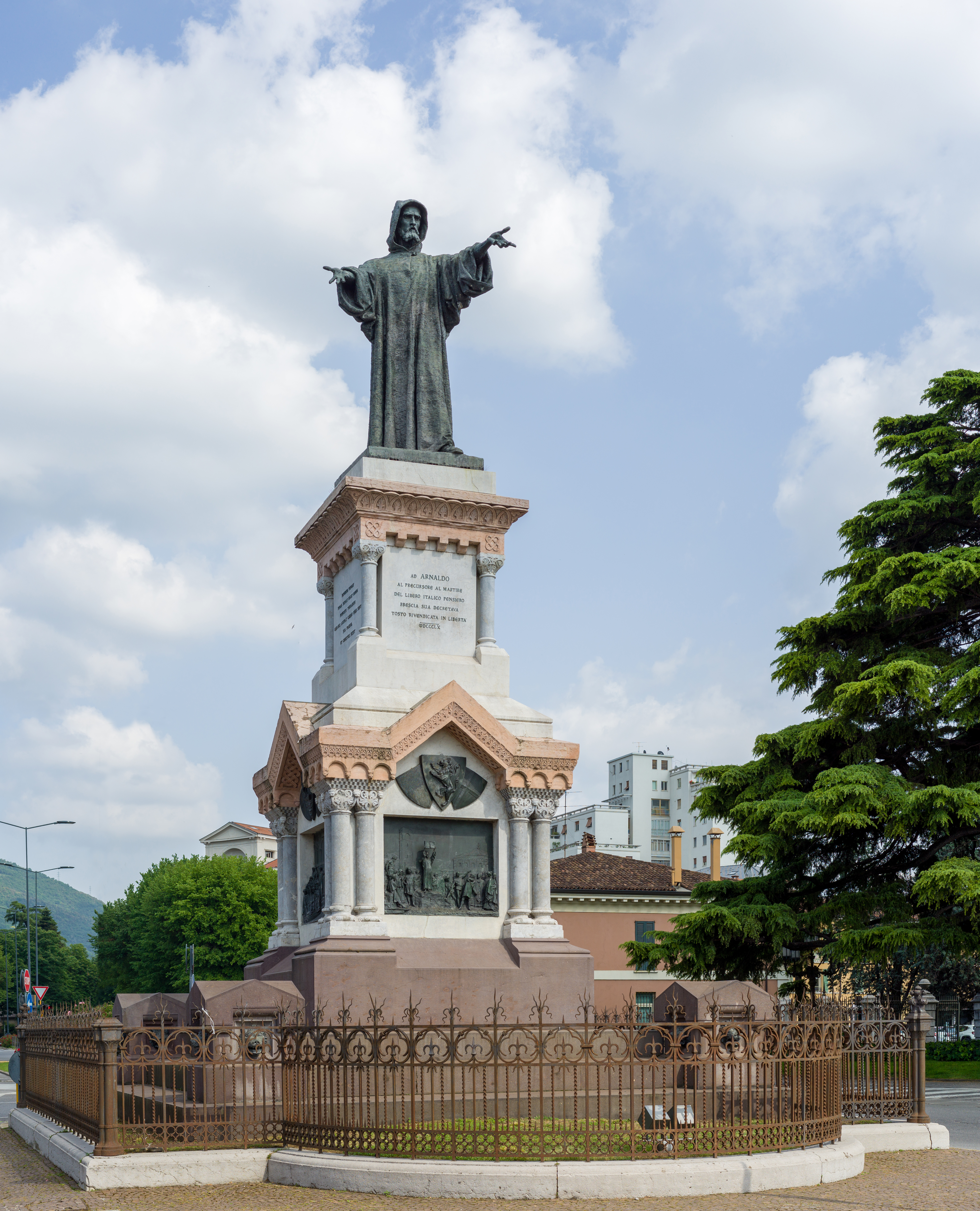
Base del monumento ad Arnaldo da Brescia in pietra Simona.

Marcello Ricardi, nel n. 1 della rivista "L'Ogliolo", ha scritto che «avere il portale di casa in pietra Simona significava essere una famiglia in vista nelle Vicinie, sia per il proprio censo che per il peso politico. In molti paesi della Valle Camonica tali strutture sono ancora in ottimo stato e spesso portano incisa la data dell'inaugurazione...».
L'obelisco che costituisce porzione del monumento ad Amedeo di Savoia-Aosta, ad opera di  Pietro Bordini, a Verona  è costituito da pietra Simona cavata nei pressi di Gorzone.
La pietra Simona venne scelta dalla commissione incaricata dal Governo tedesco, per formare le croci per ricordare e donare la sepoltura ai 21.951 soldati tedeschi, caduti durante la seconda guerra mondiale, che riposano nel Cimitero Militare di Costermano, sulle colline del Garda veronese.